# Phidippus cruentus
Phidippus cruentus là một loài nhện trong họ Salticidae.
Loài này thuộc chi Phidippus. Phidippus cruentus được Frederick Octavius Pickard-Cambridge miêu tả năm 1901.